# Zíngara (telenovela)
Zíngara é uma telenovela argentina produzida e exibida pela Telefe entre 1 de abril e 6 de dezembro de 1996.
Foi protagonizada por Andrea Del Boca e Gabriel Corrado e antagonizada por Marikena Riera e Marcela Ruiz

## Sinopse
Uma cigana chamada Mamio encontra uma jovem deitada na praia. A jovem não se lembra de nada sobre sua vida e Mamio a adota como sua neta, pondo nela o nome de Civinka. Alguns anos depois, Civinka conhece Julian Arguello, um mulherengo que possui uma agência de modelos. Ele se apaixona por ela e Civinka deixa sua família para ir com ele. Depois de se deitar juntos, Julian a deixa, deixando uma carta dizendo "obrigado por uma noite encantadora". Destruída, Civinka volta para sua casa e descobre que Mamio não vê mais nada. O primo cigano de Civina, Stieva, que está apaixonado por ela, convence Mamio a deixá-la ficar. Civinka não pode suportar o maltrato de sua avó Mamio, vai à rua e bate um carro. Civinka recupera a memória, mas esquece toda a vida como uma cigana. Seu nome verdadeiro é Paloma. Quando retorna à mansão Perez Campana descobre é a dona absoluta de tudo e que Julian é noivo de sua irmã.

## Elenco
- Andrea Del Boca...  Civinka / Paloma Perez Campana
- Gabriel Corrado ...  Julián Argüello
- María Rosa Gallo ... Mitra Stevanovich
- Lydia Lamaison ...  Hilda Pérez-Campana
- Juan Palomino ... Stieva Stevanovich
- Henry Zakka ...  Kolia Stevanovich
- Gino Renni... Ovidio
- Eduardo Sapac ...  Adriano Argüello
- Alfredo Zemma ... Arciero Moretti
- Claribel Medina ...  Mimí Pompón
- Marcela Ruiz ...  Dora Visconti
- Patricia Castell ...  Evelia Moretti
- Mónica Galán ...  Bárbara Argüello
- Adriana Salonia ...  Corina Argüello
- Marikena Riera ...  Norma Pérez Campana-Moretti
- Facundo Arana ... Rodolfo "Rudy" Moretti
- Diego Olivera ...  Francisco "Pancho"
- Liz Balut ... Alicia Di Paolo
- Jorge Barreiro ... Joaquín Argüello
- Raquel Casal ... Selena
- Hugo Cosiansi
- Juan David ...  Miguel Argüello
- Ana Franchini
- Héctor Fuentes... Silverio Terturino
- Carlos Garric ... Nigueza
- Pietro Guggiana ... Marcial
- Pablo Ini
- Coni Mariño ... Viviana López C.
- Anahí Martella ...Antonia
- Martín Neglia ... Jaimito
- María Pía Galeano ... Dara Stevanovich
- María Roji ... Maru
- Cunny Vera ...  Martha
- Juan Vitali ...  Germán López C.
- Néstor Zacco ... Doc. Recuero